# Etheldrède d'Ély
Pour les articles homonymes, voir Audrey.
Etheldrède d'Ely ou Ethelrede, Æthelthryth, Etheldreda, Ediltrudis, appelée aussi Awdrey ou Audrey, son nom est aussi déformé en Ediltrude, en breton on la qualifie de Santes Ventroc (ou Gwentroc), née vers 630 à Exning et morte le 23 juin 679 à Ely, est une sainte chrétienne anglo-saxonne, fêtée le 23 juin.

## Biographie
Fille d'Anna, roi d'Est-Anglie, et de son épouse Hereswith, elle naquit probablement à Exning, près de Newmarket dans le Suffolk, à l'époque où l'Angleterre comprenait sept royaumes. Ses sœurs Sexburge, Ethelburge, Wilhtburh et Sédride se retirèrent du monde et fondèrent des abbayes. Son frère saint Earconwald devint évêque de Londres.
Etheldrède contracte un premier mariage vers 652 avec Tondberht, un vieillard malade, chef des Gyrwas du Sud, une tribu de la région des Fens. Cependant, elle réussit à persuader son mari de respecter un vœu de virginité qu'elle avait prononcé avant son mariage. À la mort de son mari en 655, elle se retire dans l'île d'Ely, que Tondberht lui avait donnée comme « cadeau du matin ».
Etheldrède se remarie ensuite en 660 à Ecgfrith, roi de Northumbrie, encore enfant, pour des raisons politiques. Néanmoins, elle prit le voile à Coldingham peu de temps après l'accession au trône d'Ecgfrith, soi-disant avec sa permission, mais qu'il regretta plus tard. Cet épisode fut la cause probable d'une longue querelle avec Wilfrid, l'archevêque d'York.
Une version explique qu'Ecgfrith accepte d'abord qu'Etheldrède continue de rester chaste, mais que, vers 672, il souhaite consommer son mariage et tente même de soudoyer Wilfrid pour qu'il use de son influence afin de persuader la reine. Après son refus, le roi décide d'extirper la reine de son couvent par la force. Sur quoi, elle s'enfuit pour se réfugier à Ely avec deux nonnes qui lui étaient fidèles, réussissant à s'échapper en partie grâce à une miraculeuse marée montante.
Le roi de Northumbrie se remarie avec Eormenburh et expulse Wilfrid de son royaume en 678.
D'après la Chronique anglo-saxonne, Etheldrède fonde le monastère double d'Ely en 673 ; ce monastère sera détruit lors de l'invasion danoise de 870.
Etheldrède meurt de la peste à Ely en 679. Bède raconte comment, après la mort d'Etheldrède, ses restes furent exhumés par l'abbesse Sexburge, sa sœur précédemment reine du Kent, puis enterrés dans un cercueil de marbre blanc venant de Cambridge.
La sœur, la nièce et la petite-nièce d'Etheldrède, princesses royales dont deux reines en veuvage (royaume de Mercie), prirent sa suite en tant qu'abbesses d'Ely.

## Culte

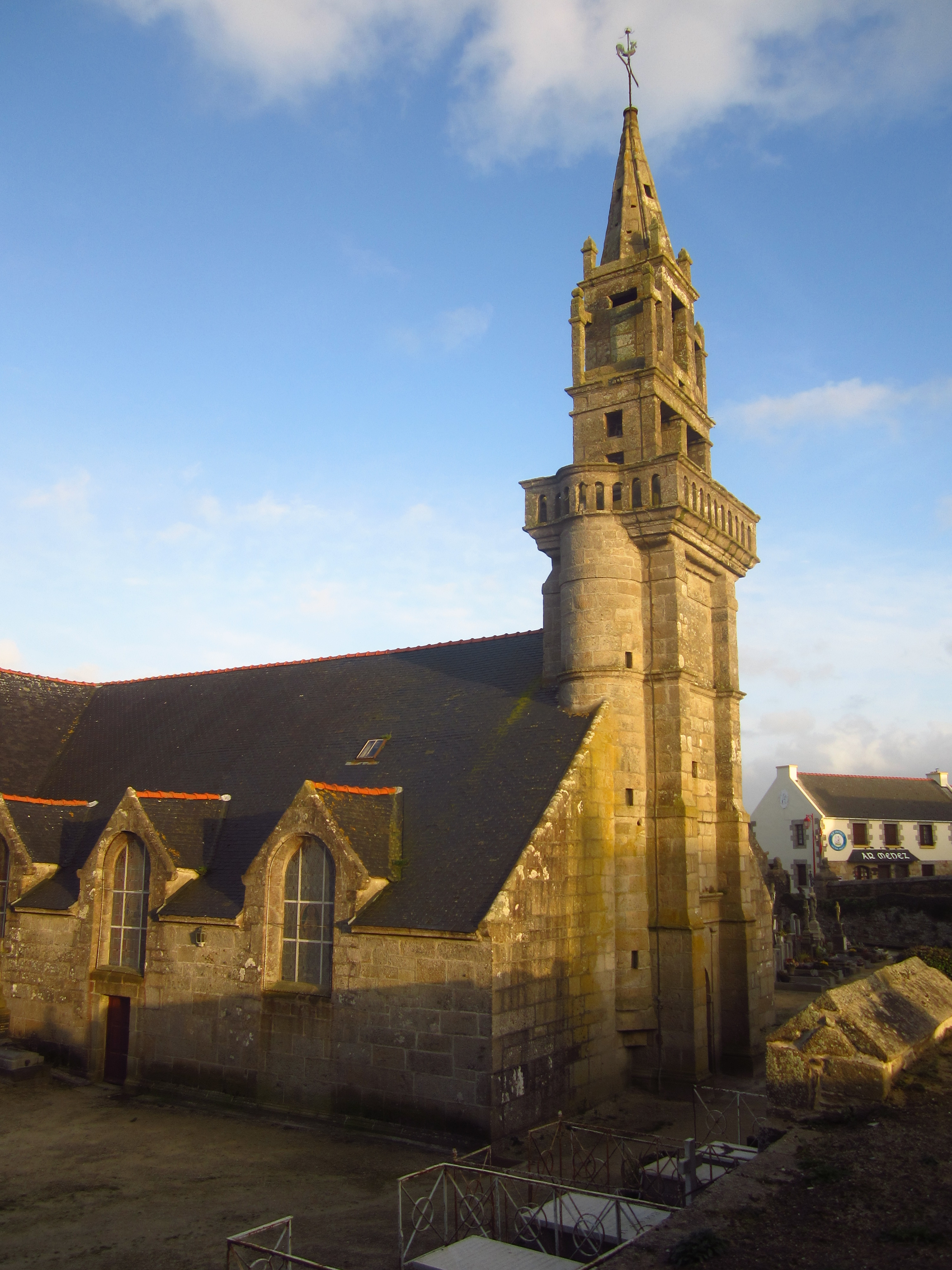
Tréflez : l'église paroissiale Sainte-Ediltrude.

Etheldrède est fêtée le 23 juin. Sainte Etheldrède est la patronne de Cambridge et de ceux qui souffrent d'infections de la gorge ou du cou.
Etheldrède était couramment appelée sainte Awdrey. Ce nom est à l'origine de l'adjectif anglais tawdry, qui signifie de « mauvais goût » ; en effet, les amoureux achetaient des articles de dentelle peu ajourée lors d'une foire dédiée à Awdrey qui se tenait annuellement à Ely ; leur mode passa, et ces articles furent bientôt considérés comme vieillots, bon marché ou de mauvaise qualité ; ce fut le cas tout particulièrement au XVIIe siècle quand les puritains de l'est de l'Angleterre regardaient d'un mauvais œil toute forme d'habillement paré de dentelle.
Sur Ely Place, à Holborn (à proximité de Londres), se trouve une chapelle dédiée à sainte Etheldrède, et qui était à l'origine une dépendance du palais des évêques d'Ely. Après la Réforme, ce palais fut la résidence des ambassadeurs espagnols, ce qui permit la continuité du culte catholique dans cette chapelle, qui peut ainsi être considérée comme la plus ancienne église catholique en usage en Angleterre, bien que des Gallois non-conformistes l'utilisèrent quelque temps au cours du dix-neuvième siècle.

## Iconographie
- Statue en bois mouluré polychrome, 105 cm, autel du Sacré-Cœur, église de Trimer[réf. nécessaire].
- Statue en bois polychrome et doré, vêtue en religieuse, église de Tréflez. Patronne de cette paroisse, sa statue était sortie lors de processions[1].